# Neomoorea wallisii
Neomoorea wallisii – gatunek roślin z monotypowego rodzaju Neomoorea z rodziny storczykowatych (Orchidaceae). Występuje w Ameryce Południowej i Środkowej w Panamie i Kolumbii.

## Systematyka
Gatunek sklasyfikowany do podplemienia Maxillariinae w plemieniu Cymbidieae, podrodzina epidendronowe (Epidendroideae), rodzina storczykowate (Orchidaceae), rząd szparagowce (Asparagales) w obrębie roślin jednoliściennych.